# Laurent Férou
Laurent Férou (zm. 1807), haitański wojskowy i polityk.
Był generałem armii haitańskiej, jednym z sygnatariuszy deklaracji niepodległości. Wobec pozostałych na wyspie po uzyskaniu przez Haiti niepodległości białych zajmował, w odróżnieniu od dużej części generalicji, liberalne stanowisko, opowiadając się raczej za ich deportacją, niż wymordowaniem. Uczestniczył w spisku, który doprowadził do obalenia Jakuba I.
Zmarł 16 stycznia 1807. Został pochowany w Fort Marfranc.